# Recreo (ort i Argentina, Catamarca)
Recreo är en ort i Argentina.   Den ligger i provinsen Catamarca, i den centrala delen av landet, 900 km nordväst om huvudstaden Buenos Aires. Recreo ligger 216 meter över havet och antalet invånare är 14 204.
Terrängen runt Recreo är platt.
Omgivningarna runt Recreo är i huvudsak ett öppet busklandskap. Runt Recreo är det mycket glesbefolkat, med 4 invånare per kvadratkilometer.